# Авксентий (Пастрас)
Архиепи́скоп Авксе́нтий (греч. Αρχιεπίσκοπος Αυξέντιος, в миру Константинос Пастрас, греч. Κωνσταντίνος Πάστρας; 4 апреля 1912, Алмирос — 17 ноября 1994, Афины) — предстоятель неканонической православной юрисдикции греческой традиции ИПХ Греции (Синод Авксентия) (1985—1994); с 1964 по 1985 годы — архиепископ Афинский и всея Эллады ИПХ Греции (Синод Хризостома).

## Биография
Родился 4 апреля 1912 года в семье Панайотиса и Василики Пастрас в Алмиросе, в Фессалии. Отец умер, когда Константину было шесть лет, и мальчика, вместе с его сестрой Еленой, воспитала их мать в большой нужде.
Окончив среднюю школу, он поступил в Королевскую военно-морскую академию в Афинах, после которой намеревался посвятить свою жизнь военной карьере. В период обучения в военном учебном заведении, произошла его встреча с насельником Афонской горы монахом Миной, учеником архимандрита Матфея (Карпафакиса), который рассказал Константину и его сокурсникам об основанных архимандритом Матфеем за пределами Афин, в Куваре и Кератеи монастырях — Свято-Преображенском мужском и Свято-Введенском женском. В период отпусков молодые люди стали часто бывать в упомянутых обителях.
В 1934 году оставил обучение в Академии и вступил в братство Свято-Преображенского Монастыря в Кувара в Аттике, где был пострижен в монашество с именем Авксентий.
В 1935 году, в период сильных народных протестов против судебной расправы со стороны государственных органов и церковной власти над тремя митрополитами, поддержавшими старостильное движение, монах Авксентий был среди сотен монашествующих, выступивших на площади перед кафедральным собором. В ходе столкновений с полицией, в числе многих раненных оказался и монах Авксентий. Его ударили по голове дубинкой. Он потерял сознание и пришел в себя только в частной клинике, куда его доставили.
В 1939 году был рукоположен в сан иеродиакона, а в 1940 году — в иеромонаха.
В 1946 году по просьбе Спиридоновского прихода в Детройте (штат Мичиган), епископ Матфей (Карпафакис) направил иеромонаха Авксентия в США для пастырского окормления греческих старостильников, где он был настоятелем до 1950 года. Именно в этот период произошло знакомство иеромонаха Авксентия с Джоном Митропулосом (являющегося игуменом Бостонского Преображенского монастыря Пантелеимоном), что позднее будет использовано против иерарха, в период обвинения его в аморальном поведении.
Единоличное рукоположение епископом Матфеем в 1948 году ряда новых епископов, вызвало критику со стороны иеромонаха Авксентия, которые вместе с несколькими мирянами Свято-Спиридоновского прихода в Дейтройте выразили свой письменный протест. В результате этого письма, в 1950 году он был отозвал из США и вернулся в Грецию, где сразу же обратился к митрополиту Флоринскому Хризостому (Кавуридису). Со стороны Матфея (Карпафакиса) на иеромонаха Авксентия было наложено прещение, которому он не подчинился.
После смерти митрополита Хризостома, архимандрит Авксентий вошёл в число членов комиссии, управлявшей оставшимися акефальными флоринитами.

### Епископское служение
20 мая 1962 года состоялась его хиротония во епископа, которую совершили архиепископ Акакий (Паппас-старший) и иерарх Русской православной церкви заграницей архиепископ Чилийский Леонтий (Филиппович), приехавший в Грецию по рекомендации архиепископа Чикагского Серафима (Иванова), участвовавшего в 1960 году в США в восстановлении иерархии флоринитов.
В 1963 году, после кончины архиепископа Афинского Акакия, был избран первоиерархом ИПХ Греции (Синод Хризостома).
В 1971 году вместе с духовенством посетил США и Канаду.
Им были основаны монастыри святого апостола Иоанна Богослова в Петруполисе (район Аттики) и Свято-Вознесенский в Капандритионе (район Аттики).
Во время разделения, произошедшего в 1985 году в флоринитском Синоде, архиепископ Авксентий покинул хризостомовский Синод и сформировал новый Синод Церкви ИПХ Греции, получивший по его имени наименование авксентьевского.
Скончался 4 (17) ноября 1994 года.